# Micaria brignolii
Micaria brignolii är en spindelart som först beskrevs av Robert Bosmans och Blick 2000.  Micaria brignolii ingår i släktet Micaria och familjen plattbuksspindlar.
Artens utbredningsområde är Portugal. Inga underarter finns listade i Catalogue of Life.